# 빌헬름 크쉴란더
빌헬름 크쉴란더 (Wilhelm Xylander, 본명 빌헬름 홀츠만, 1532년 12월 26일~1576년 2월 10일)는 독일의 고전학자이자 인본주의자이다. 그는 1564년 하이델베르크 대학교의 총장으로 있었다.

## 생애
아우구스부르크에서 태어난, 그는 튀빙겐에서 수학하였고, 돈이 아주 부족했던 (일부에 의하면 그의 무절제한 취미로 인해)1558년에, 그는 하이델베르크 대학교에서 야코프 미췰루스의 뒤를 이어 그리스어 교수직에 임명되었다. 그는 1562년에 그리스어 교수직에서 논리학 교수 (publicus organi Aristotelici interpres) 자리로 바꾸었다.
하이델베르크 교회와 대학교 정책에 따라, 크쉴란더는 토마스 에라스투스의 가까운 동료였다.
크쉴란더는 디오 카시우스 (1558년), 플루타르코스 (1560년-1570년), 스트라본 (1571년) 등을 포함하여 다수의 주요 문헌들의 라틴어 역자였다. 그는 또한 비잔티움의 스테파노스의 지리학 렉시콘, 파우사니아스의 여행서 (크쉴란더 사후 1583년에 프리드리히 쉴부르크가 작업을 마침), 마르쿠스 아우렐리우스의 '명상록 (1558년), 현재는 소실된 하이델베르크 필사본을 근거로 한 '에디티오 프린켑스', 안토니노스 리베랄리스, 트랄레스의 플레곤, 신원 미상의 아폴로니오스, 카리스토스의 안티오고노스 등 모두 역설집 집필자 등이 추가된 1568년에 출간된 두 번째 총서, 게오르기오스 케드레노스의 연대기 (1566년) 등을 편집 발행하였다. 그는 에우클레이데스의 저서 여섯 권을 처음으로 주석과 함께 독일어로 번역하였고, 또한 디오판토스의 '산학', 그리고 미카엘 프셀로스의 De quattuor mathematicis scientiis'를 라틴어로 번역하였다.
그는 1576년 2월 10일 하이델베르크에서 사망했다.